# Festucula vermiformis
Festucula vermiformis là một loài nhện trong họ Salticidae.
Loài này thuộc chi Festucula. Festucula vermiformis được Eugène Simon miêu tả năm 1901.